# Gare de Vivario
Gare de Vivario vasútállomás Franciaországban, Vivario településen.

## Vasútvonalak
Az állomást az alábbi vasútvonalak érintik:
- Bastia-Ajaccio-vasútvonal

## Kapcsolódó állomások
A vasútállomáshoz az alábbi állomások vannak a legközelebb:
- Gare de Venaco
- Gare du Camping Savaggio